# 马尔夏诺
马尔夏诺（義大利語：Marsciano），是意大利佩鲁贾省的一个市镇。总面积161.55平方公里，人口18619人，人口密度115.3人/平方公里（2009年）。ISTAT代码为054027。

## 友好城市
- 法國 法兰西地区特朗布莱